# Pomnik Tadeusza Kościuszki w Radziejowie
Pomnik Tadeusza Kościuszki w Radziejowie – pomnik Tadeusza Kościuszki zlokalizowany w Radziejowie. 
Upamiętnia kilkutygodniowy pobyt Kościuszki na Kujawach (m.in. we Włocławku i Radziejowie) w 1790, kiedy to wypełniał zadania Komisji Wojskowej Obojga Narodów.
Monument ufundowano jeszcze przed ukończeniem działań wojennych I wojny światowej w 1917 na setną rocznicę zgonu Naczelnika, a poświęcono 3 maja 1918. Naziści niemieccy zniszczyli go podczas II wojny światowej (1940). Kilka elementów pomnika, z narażeniem życia, zabrali i przechowali podczas okupacji mieszkańcy miasta. W 1982 podjęto starania o odbudowę monumentu – inicjatorem było Towarzystwo Miłośników Kujaw. Zebrano składki od darczyńców z miast Kujaw i Pomorza. Autorem odbudowanego pomnika był Giotto Dymitrow z Konina, a uroczystość odsłonięcia miała miejsce 11 października 1987 w obecności żołnierzy z 1. Warszawskiej Dywizji im. Tadeusza Kościuszki. Aktu odsłonięcia dokonał generał Henryk Szafrański – szef Wojewódzkiego Sztabu Wojskowego we Włocławku. Oddano salwę honorową, odbyły się też pokazy musztry paradnej. Wystartował również balon Tadeusz Kościuszko.